# Valdeolmos-Alalpardo
Valdeolmos-Alalpardo és un municipi de la Comunitat de Madrid, formada de la unió el 1943 de les localitats de Valdeolmos i Alalpardo, juntament amb la urbanització de Miraval. Limita amb Valdetorres de Jarama al nord; amb Ribatejada al nord i est, amb Algete i Fuente el Saz de Jarama a l'oest i amb Fresno de Torote i Daganzo de Arriba al sud.

## Demografia
| 1991 | 1996 | 2001 | 2004 |
| ---- | ---- | ---- | ---- |
| 1110 | 1625 | 1804 | 2112 |